# Bolsón Cove
Die Bolsón Cove (englisch; in Argentinien Bahía Bolsón von spanisch bolsón ‚Geldbeutel‘; im Vereinigten Königreich Schulze Cove, in Chile Bahía Cruz) ist eine Bucht am Kopfende der Flandernbucht an der Danco-Küste des Grahamlands im Norden der Antarktischen Halbinsel. Sie liegt unmittelbar östlich des Étienne-Fjords.
Die erstmalige Kartierung der Bucht geht auf Teilnehmer der Belgica-Expedition (1897–1899) des belgischen Polarforschers Adrien de Gerlache de Gomery zurück. Ihr vermutlich deskriptiver Name ist dagegen erst auf einer argentinischen Karte aus dem Jahr 1954 zu finden. Das Advisory Committee on Antarctic Names übertrug diese Benennung 1965 ins Englische. Das UK Antarctic Place-Names Committee benannte sie dagegen 1960 nach dem deutschen Universalgelehrten Johann Heinrich Schulze (1687–1744), der 1725 die Lichtempfindlichkeit von Silbersalzen entdeckt hatte. Namensgeber der chilenischen Benennung ist Kapitän Gustavo
Cruz Cáceres, Leiter der 12. Chilenische Antarktisexpedition (1957–1958).